# Eduard Blásy
Eduard David Blásy, w piśmiennictwie węgierskim Ede Blásy (wym. [ɛduɒrd blaːʃi], ur. 3 maja 1820 w Wielkiej k. Popradu, zm. 25 czerwca 1888 tamże) – spiskoniemiecki taternik, pierwszy zdobywca Rysów, zarządca Starego Smokowca, propagator turystyki.

## Życiorys
Urodził się we wsi Wielka (obecnie dzielnica Popradu). Posiadacz ziem w tej miejscowości, był jej wieloletnim starostą i tam też zmarł i został pochowany.
W latach 1869–1874 był dyrektorem uzdrowiska w Starym Smokowcu. W roku 1871 wybudował pierwszy budynek schroniska w Dolinie Wielickiej nad wschodnim brzegiem Wielickiego Stawu. Był to mały, kamienny, trzyizbowy domek, który przetrwał jedynie dwa lata, w 1873 roku zniszczony przez lawinę śnieżną.
Jako zapalony myśliwy doskonale poznał południowe stoki Tatr, polując na kozice. 30 lipca 1840 roku dokonał (wraz z koziarzem Jánem Rumanem Driečnym starszym) pierwszego letniego wejścia na Rysy (drogą przez przełęcz Wagę). W latach 1853–1886 odwiedził wierzchołek Rysów jeszcze 19 razy, wprowadzając na niego liczne osoby. Swoje pionierskie wejście opisał w wydawanym w Nowym Smokowcu czasopiśmie "Tátra-Vidék" (1883, nr 13 i 15) w artykule A Tengerszem-csúcs elsö megmászása vagyis inkább felfedezése (Pierwsze zdobycie a raczej odkrycie szczytu Morskiego Oka). Dla uczczenia tego wejścia na północno-zachodnim wierzchołku szczytu wmurowano w 1891 r. marmurową tablicę pamiątkową z węgierskim napisem "Blásy Ede emlékére" (Ku czci Eduarda Blásyego). Po roku została jednak zniszczona.
W 1845 roku wraz z Jakobem Luksem i Johannem Breuerem starszym dokonał drugiego wejścia na Lodowy Szczyt (od strony Lodowej Przełęczy przez Lodową Kopę).
W styczniu 1873 roku wraz z Jakubem Gellhofem zdobył jako pierwszy zimą Sławkowski Szczyt.